# Ausrede
Eine Ausrede ist das Vorbringen eines nicht zutreffenden Grundes für einen vermeintlich oder tatsächlich tadelnswerten Umstand. Das von der sich äußernden Person vorgebrachte ungültige Argument soll als Entschuldigung dienen.
Der von der sich äußernden Person zu verantwortende, als verwerflich geltende Sachverhalt, also der wirkliche Grund, soll verschwiegen werden, weil er sanktioniert würde oder von ihr als unangenehm empfunden wird. Grund für die Verwendung einer Ausrede kann ein tatsächlicher oder ein vermeintlicher Gesichtsverlust oder Schamgefühl bei Bekanntwerden des wahren Grundes, Rücksichtnahme auf die Gefühle des anderen oder die Aussicht auf Strafe sein.
Im Rechtswesen wird eine Ausrede auch als Schutzbehauptung bezeichnet.